# Carulema
Carulema (Carolema) ist eine osttimoresische Aldeia im Suco Darulete (Verwaltungsamt Liquiçá, Gemeinde Liquiçá). 2015 lebten in der Aldeia 24 Menschen, allerdings wurden seitdem die Verwaltungsgrenzen neu gezogen, so dass die Bevölkerung deutlich zunahm.

## Geographie
Carulema liegt im Nordwesten des Sucos Darulete. Östlich liegt die Aldeia Caileli. Im Süden, Westen und Norden ist Carulema vom Suco Dato umgeben. An der Nordspitze von Carulema fließt der Caray in den Gaulara. Sie sind Quellflüsse des Gularkoo.
Der Ort Carulema befindet sich im Westen der Aldeia. Im Norden liegt das Dorf Nunturi und an der Südgrenze das Dorf Cabalema, auf dem Gipfel des Berges Foho Cabalema (1133 m).

## Politik
2023 wurde Leonito Gustavo zum Chefe de Aldeia gewählt.